# Liquid Tension Experiment
Liquid Tension Experiment, parfois abrégé en « LTE », est un supergroupe de metal progressif instrumental américain. Il est formé en 1998 par Tony Levin (basse, chapman stick), John Petrucci (guitare), Mike Portnoy (batterie) et Jordan Rudess (synthétiseur) à l'initiative de la compagnie de disque américaine Magna Carta.
Actif jusqu'en 1999, année durant laquelle Jordan Rudess rejoint officiellement Dream Theater, le groupe s'est réuni en 2008 pour une série de concerts, et se réunit de nouveau en 2020 pour enregistrer leur troisième album studio : Liquid Tension Experiment 3, sorti le 16 avril 2021.

## Biographie

### Première phase (1998–1999)
Ce groupe parallèle ne s'est produit en concert que quatre fois. Le show commençait par une improvisation jazzy et se terminait par le morceau Acid Rain. Leurs deux albums ont été intégralement composés et enregistrés en une semaine chacun.
Peu après l'enregistrement du second opus, le claviériste Jordan Rudess est intégré à Dream Theater (dont Mike Portnoy et John Petrucci sont membres), remplaçant Derek Sherinian. Avec trois des quatre membres faisant désormais partie de Dream Theater, le groupe n'a plus de grande raison d'être et décide de mettre un terme à l'expérience d'un commun accord. 
Les titres de Liquid Tension Experiment sont parfois repris entièrement ou en partie par Dream Theater lors de leurs concerts, notamment Acid Rain que l'on peut entendre sur l'album Live Scenes From New York.

### Deuxième phase (2007–2008)
En 2007 sort Liquid Trio Experiment - Spontaneous Combustion. Cet album regroupe les jam sessions enregistrées par les autres membres du groupe sans John Petrucci (lequel était parti assister à la naissance de son enfant) durant l'élaboration du second opus. Ceci explique la modification du nom du groupe pour ce nouveau disque. Le 4 octobre 2007, LTE est annoncé en tête d'affiche au NEARfest 2008 en juin. Le 29 mars 2008, six dates de tournée Liquid Tension Experiment sont annoncées pour juin 2008 pour célébrer les dix ans du groupe,. Le 25 juin 2008, lors d'un concert à Chicago, le clavier de Jordan Rudess rencontre un problème technique et n'obéit plus au musicien. Mais rapidement l'attente de sa réparation mène à une série d'improvisations des trois autres membres, que Rudess finit par rejoindre à la guitare. Le concert est enregistré et publié en 2009 sous le titre Liquid Trio Experiment 2 - When the Keyboards Breaks.
Le 19 juillet 2012, au deuxième concert de Dream Theater à Huntington NY, Tony Levin se joint à Petrucci, Rudess et Mike Portnoy jouent Paradigm Shift sur scène. Ils enregistrent un DVD live à Tokyo.

### Réunion et Liquid Tension Experiment 3
Le 14 décembre 2020, Levin, Petrucci, Rudess et Portnoy publient une série de posts sur leurs médias sociaux respectifs, dont des photos d'eux-mêmes portant des masques chirurgicaux (dus à la pandémie de Covid-19) épelant « LTE 3 », et donnant des indices sur un troisième album de Liquid Tension Experiment en préparation. Le 17 décembre 2020, le label InsideOut Music annonce officiellement qu'il produira l'album Liquid Tension Experiment 3 pour une sortie prévue au printemps 2021,, soit 22 ans après la sortie du dernier album du groupe. Le même jour, le groupe publie un teaser officiel de 55 secondes sur YouTube.

## Discographie
- 1998 : Liquid Tension Experiment 1
- 1999 : Liquid Tension Experiment 2
- 2007 : Liquid Trio Experiment - Spontaneous Combustion
- 2009 : Liquid Trio Experiment 2 - When the Keyboard Breaks (Live in Chicago)
- 2021 : Liquid Tension Experiment 3